# گونتر ماتزینگر
گونتر ماتزینگر (آلمانی: Günther Matzinger؛ زادهٔ ۱۶ مهٔ ۱۹۸۷) دونده و پرتاب‌گر نیزه معلول اهل اتریش است.